# Fugitius
 Fugitius  (original: The Defiant Ones) és una pel·lícula dramàtica estatunidenca dirigida i produïda per Stanley Kramer amb guió de Harold Jacob Smith segons la història de Nedrick Young, amb Sidney Poitier i Tony Curtis com a protagonistes. Distribuida per United Artists, aquesta pel·lícula es va estrenar el 1958 i va ser doblada al català
Guanya, el 1959 dos Oscars pel guió i la fotografia, tot sent nominada per sis més, entre els quals el del millor director, millor actor (Tony Curtis i Sidney Poitier) i millor pel·lícula. Sidney Poitier es va endur igualment un premi al millor actor als BAFTA, així com l'Os de plata al millor actor al Festival Internacional de Cinema de Berlín.

## Argument
En el sud dels Estats Units, dos presoners, el negre Noah Cullen (Sidney Poitier) i el blanc John Jackson (Tony Curtis), són transportats en un furgó cel·lular cap al seu nou lloc de detenció. El vehicle té un accident i els dos presoners ho aprofiten per evadir-se.
Mentre el xèrif del comtat (Theodore Bikel) organitza la persecució, Cullen i Jackson, malgrat l'odi racista que es tenen, no poden fer altra cosa que cooperar si volen escapar als que els persegueixen, ja que són incapaços de trencar la cadena que els lliga. Intenten robar aliments en un poble però són descoberts pels habitants. Per sort, un d'ells (Lon Chaney Jr.) els ajuda a fugir.
Acaben per arribar a una granja on una dona (Cara Williams), abandonada pel seu marit, hi viu amb el seu fill (Kevin Coughlin). Els dona la manera de tallar la cadena. Ella i Jackson fan amistat. Tanmateix, quan aquest últim s'assabenta que ha enviat Cullen a una mort certa indicant-li un camí que porta dret a un aiguamoll, la deixa i corre a prevenir-lo. Incapaços d'agafar un tren en marxa que els hauria permès sortir de l'Estat, els dos evadits són finalment agafats pels seus perseguidors.

## Repartiment
- Sidney Poitier: Noah Cullen
- Tony Curtis: John Jackson
- Charles McGraw: El capità Frank Gibbons
- Theodore Bikel: El xèrif Max Muller
- Lon Chaney Jr.: Big Sam
- Cara Williams: La mare de Billy
- Kevin Coughlin: Billy
- King Donovan: Solly
- Claude Akins: Mack
- Whit Bissell: Lou Gans
- Carl Switzer: L'home del transistor

## Producció

### Repartiment

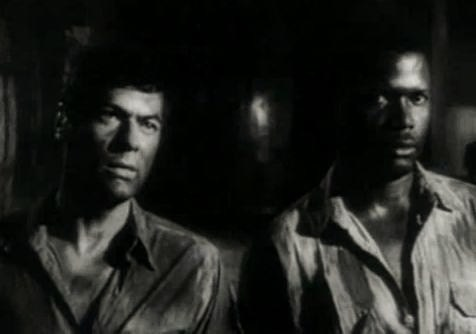
Tony Curtis i Sidney Poitier.

El director Stanley Kramer desitjava en principi tenir Marlon Brando pel paper de John Jackson, però aquest no estava disponible a causa del rodatge de la pel·lícula Motí a la Bounty. Per la seva banda, Tony Curtis desitjava fer el paper, ja que volia desmarcar-se dels papers de nois macos i simpàtics que li havien assignat fins aleshores. Al principi, Stanley Kramer dubtava de donar-li el paper, però finament va cedir.
Elvis Presley volia encarnar John Jackson a la pel·lícula, amb l'esperança que Sammy Davis Jr. fes de Noah Cullen. Però el seu agent, finalment, el va persuadir de no treballar en el film. A més, Tony Curtis va insistir força perquè Sidney Poitier treballés a la pel·lícula.
El jove que escolta el transistor es deia Carl Alfalfa Switzer. El van matar poc després de l'estrena de la pel·lícula en un tiroteig.

### Rodatge
El rodatge va tenir lloc a l'estat de Califòrnia als Universal Studios.
llocs de rodatge
- Calabasas, al Malibu Creek State Park
- Entre Fillmore i Piru, per a l'escena de tren de Southern Pacific Railroad
- El Comtat de Kern, per al riu de Kern a Bakersfield
- Universal Studios

### Música
La cançó Long Gone és adaptada de Long Gone (From Bowlin' Green) del 1920 escrita per Chris Smith i musicada pel compositor de blues William C. Handy; és cantada moltes vegades a cappella per Sidney Poitier.

## Premis i nominacions

### Premis
- 1958: Os de Plata a la millor interpretació masculina al Festival Internacional de Cinema de Berlín 1958 (Sidney Poitier)
- 1959: Oscar al millor guió original per Nedrick Young i Harold Jacob Smith[4]
- 1959: Oscar a la millor fotografia per Sam Leavitt[4]
- 1959: BAFTA al millor actor per Sidney Poitier
- 1959: Globus d'Or a la millor pel·lícula dramàtica

### Nominacions
- 1958: Os d'Or per Stanley Kramer
- 1959: Oscar al millor actor per Tony Curtis
- 1959: Oscar al millor actor per Sidney Poitier[4]
- 1959: Oscar al millor actor secundari per Theodore Bikel[4]
- 1959: Oscar a la millor actriu secundària per Cara Williams[4]
- 1959: Oscar al millor director per Stanley Kramer[4]
- 1959: Oscar al millor muntatge per Frederic Knudtson[4]
- 1959: Oscar a la millor pel·lícula[4] per Stanley Kramer
- 1959: BAFTA a la millor pel·lícula
- 1959: BAFTA al millor actor per Tony Curtis
- 1959: Globus d'Or al millor actor dramàtic per Tony Curtis
- 1959: Globus d'Or al millor actor dramàtic per Sidney Poitier
- 1959: Globus d'Or al millor director per Stanley Kramer
- 1959: Globus d'Or a la millor actriu secundària per Cara Williams

## Adaptacions
Aquesta pel·lícula ha estat objecte de diverses adaptacions :
Cinema
La pel·lícula Black Mama, White Mama d'Eddie Romero fa referència a  Fugitius  en versió femenina, estrenada el 1973, amb Pam Grier i Margaret Markov.
El 1986, la productora Metro-Goldwyn-Mayer torna a fer aquesta versió en el telefilm The Defiant Ones de David Lowell Rich, amb Robert Urich i Carl Weathers. Deu anys després, el 1996, la mateixa productora la refà aquesta vegada en una pel·lícula sota el títol Fugitius encadenats de Kevin Hooks, amb Laurence Fishburne i Stephen Baldwin.
Sèrie de televisió
A Code Quantum, el 1992, el desè episodi de la quarta temporada té com a títol Unchained i torna amb el tema d'aquesta pel·lícula: el personatge principal de la sèrie, Sam Beckett, es troba a la pell d'un condemnat a treballs forçats encadenat amb un home de color que sembla igualment allà per error, i tots dos han de fugir de junts o ser morts pel guardià corrupte.
Els Simpson paròdia gairebé aquesta pel·lícula en l'episodi The Wandering Juvie de la quinzena temporada, el 2004, on Bart Simpson està obligat a evadir-se amb una presonera, ja que són emmanillats.
Leverage referencia la pel·lícula en el setè episodi de la tercera temporada The Gone-Fishin' Job, el 2010.
A NCIS, l'episodi Chained de la segona temporada recorda a la pel·lícula tot al llarg de l'episodi on Tony DiNozzo es fa passar per un criminal en fuga, encadenat amb un assassí en sèrie.